# Хворинов, Илиодор Геннадьевич
Илиодор Геннадьевич Хворинов (1835, Санкт-Петербург — 8 (21) декабря 1914, Омск) — российский архитектор, губернский архитектор Нижнего Новгорода (1867), Нижегородской ярмарки, главный архитектор Омска (1901—1906).

## Биография
Родился в 1835 году в семье художника. В 13 лет принят кандидатом в Петербургское строительное училище, а с 1850 года зачислен в число учащихся. В 1856 году окончил училище по первому разряду, получил чин коллежского асессора и был направлен в Пермскую губернию в дорожную комиссию, помощником столоначальника.
В 1866 году Хворинов перебрался в Нижний Новгород на должность младшего архитектора строительного комитета. В 1867 году он был назначен Нижегородским губернским архитектором, а в 1868 — архитектором ярмарочного Гостиного двора, где получил огромный опыт как строитель-практик. Был владельцем столярной и паркетной фабрики, сгоревшей в 1883 году. 
В 1894 году Хворинов получает приглашение в Омск — возможно, по инициативе М. А. Шаниной или К. А. Батюшкина. Поначалу он работал чиновником особых поручений по строительной и дорожной части при Степном Генерал-губернаторе (1894—1901?). Статский советник (1894).
Первым значительным проектом мастера стало строительство здания музея Западно-Сибирского отдела Императорского географического общества (1895—1900), снискавшее архитектору уважение. Как член Географического общества, Хворинов вместе с коллегой Михайловым смогли выхлопотать для строительства музея бесплатный участок, подготовить план и смету расходов. Архитектор выполнил здание в духе классицистической стилизации (симметричный план, обшивка досками), русской стилизации (деревянный сруб, разновеликие объемы, резные наличники, шатровое завершение центрального ризалита с луковичной главкой) и восточной архитектуры (гранёные фонарики над боковыми ризалитами, напоминающие юрты и некоторые элементы интерьера), отразив тем самым представление о музее как храме науки, хозяйственное и культурное освоение русскими Сибири и значение восточной культуры в регионе и этнографическую направленность исследователей Отдела.
В 1898—1900 годах Хворинов спроектировал и построил по заказу купчихи Марии Шаниной магазин на одном из самых выгодных участков, выходивших на Любинский проспект, Гасфортовскую улицу и городской базар. Помимо главного входа на углу здания существовал также вход со второго этажа. Таким образом, здание было удачно вписано в ландшафт и после открытия 12 сентября 1900 года стало украшением Любинского проспекта.
Старейший омский купец Г. В. Терехов в 1905 года утвердил проект «каменного здания для торгового помещения и гостиницы с нумерами и рестораном в городе Омске на углу Любинского и Санниковского проспектов», выполненный И. Г. Хвориновым. Здание, в подвале и на первом этаже которого находились магазины, в том числе самого Терехова, Н. Н. Машинского и других, а второй и третий этаж занимала гостиница «Россия», мастерски вписано в существующую градостроительную среду и отличается насыщенным декором фасадов с полуколоннами, 8-колонными портиками входов, поддерживающих балконы с парапетами из балясин или фигурными металлическими решетками. Здание было построено всего за год и сдано в 1906 году.
Хворинов был назначен городским архитектором в 1901 году. Под его руководством с 1901 по 1903 год осуществлялась пристройка для пансиона мужской гимназии, были построены Театр драмы, гостиница «Россия» с торговыми рядами для Г. В. Терехова. 
В 1911 году выступил экспертом по созданию водопровода в Омске. Последним проектом архитектора стало строительство пожарной каланчи в русском стиле.
В последние годы жизни — с 1907 по 1913 год — Илиодор Геннадьевич преподавал рисунок и лепку в частной гимназии своей супруги, Ольги Яковлевны. Учебное заведение располагалось сначала в доме Баранова на Дворцовой улице, затем в доме Сергеева на Ильинской улице.
Скончался 8 (21) декабря 1914 года. Отпевание состоялось в Никольском казачьем соборе. Архитектор похоронен на Казачьем кладбище.

## Проекты и постройки

### Нижний Новгород
- Второй детский приют (надстройка). Улица Ульянова, 10 (1874);
- Александро-Невский Новоярмарочный собор (по проекту Л. В. Даля; 1868—1881);
- Главный ярмарочный дом (по проекту А. И. фон Гогена, А. Г. Трамбицкого и К. В. Треймана; 1890).

### Омск
- Музей Западно-Сибирского отдела Императорского географического общества (при участии инженеров И. П. Кравцова и А. П. Хекстрема). Музейная улица, 3 (1896—1900);
- Дом с магазинами для М. А. Шаниной. Улица Ленина, 5 (1898—1900)[1];
- Театр драмы. Улица Ленина, 8а (1901—1905)[2][7];
- Особняк Батюшкиных (авторство не установлено). Иртышская набережная, 9 (1901-1902)[1];
- Гостиница «Россия» с торговыми рядами (1906);
- Дом Акмолинского губернатора в Городской роще (авторство не установлено, 1903—1911; не сохранился)[1]
- Здание Омского женского епархиального училища. Октябрьская улица, 92 (1907—1909)[1];
- Пожарная каланча. Интернациональная улица, 41 (1912—1915)[8]. На момент постройки стала самым высоким зданием города (36 м), и долго сохраняла свой приоритет[2].